# Nonato (ur. 1967)
Nonato, właśc. Raimundo Nonato da Silva (ur. 23 lutego 1967 w Mossoró) – brazylijski piłkarz, występujący podczas kariery na pozycji lewego obrońcy.

## Kariera klubowa
Nonato karierę piłkarską rozpoczął w klubie Baraúnas Mossoró w 1985. W latach 1988–1990 występował w ABC Natal. W 1990 został zawodnikiem Cruzeiro EC. Z Cruzeiro zdobył Copa Libertadores w 1997, dwukrotnie Supercopa Sudamericana w 1991 i 1992, dwukrotnie Copa do Brasil w 1993 i 1996 oraz czterokrotnie mistrzostwo stanu Minas Gerais – Campeonato Mineiro w 1992, 1994, 1996 i 1997. W Cruzeiro 19 sierpnia 1990 w wygranym 1-0 meczu z Botafogo FR Nonato zadebiutował w lidze brazylijskiej. Również w Cruzeiro 8 listopada 1997 zremisowanym 2-2 meczu z Santosem FC Nonato po raz ostatni wystąpił w lidze.
Ogółem w latach 1990–1997 w lidze brazylijskiej wystąpił w 139 meczach, w których strzelił 7 bramek. Łącznie w barwach Cruzeiro rozegrał 392 spotkań, w których strzelił 22 bramki. W latach 1997–1998 występował w drugoligowym wówczas Fluminense FC, z którym spadł do trzeciej ligi. Karierę zakończył w 2002 w Américe Natal.

## Kariera reprezentacyjna
Nonato w reprezentacji Brazylii zadebiutował 6 czerwca 1993 w wygranym 2-0 meczu z reprezentacją USA podczas US Cup. Również podczas US Cup wystąpił ostatni raz w reprezentacji 14 czerwca 1993 w zremisowanym 1-1 meczu z reprezentacją Anglii.
| Mecze i gole w reprezentacji | Mecze i gole w reprezentacji | Mecze i gole w reprezentacji | Mecze i gole w reprezentacji | Mecze i gole w reprezentacji | Mecze i gole w reprezentacji | Mecze i gole w reprezentacji |
| #                            | Data                         | Miasto                       | Przeciwnik                   | Gol                          | Wynik                        | Rozgrywki                    |
| ---------------------------- | ---------------------------- | ---------------------------- | ---------------------------- | ---------------------------- | ---------------------------- | ---------------------------- |
| 1.                           | 06.06.1993                   | New Haven                    | Stany Zjednoczone            |                              | 2:0                          | US Cup                       |
| 2.                           | 10.06.1993                   | Waszyngton                   | Niemcy                       |                              | 3:3                          | US Cup                       |
| 3.                           | 14.06.1993                   | Waszyngton                   | Anglia                       |                              | 1:1                          | US Cup                       |